# Władysław Seyda

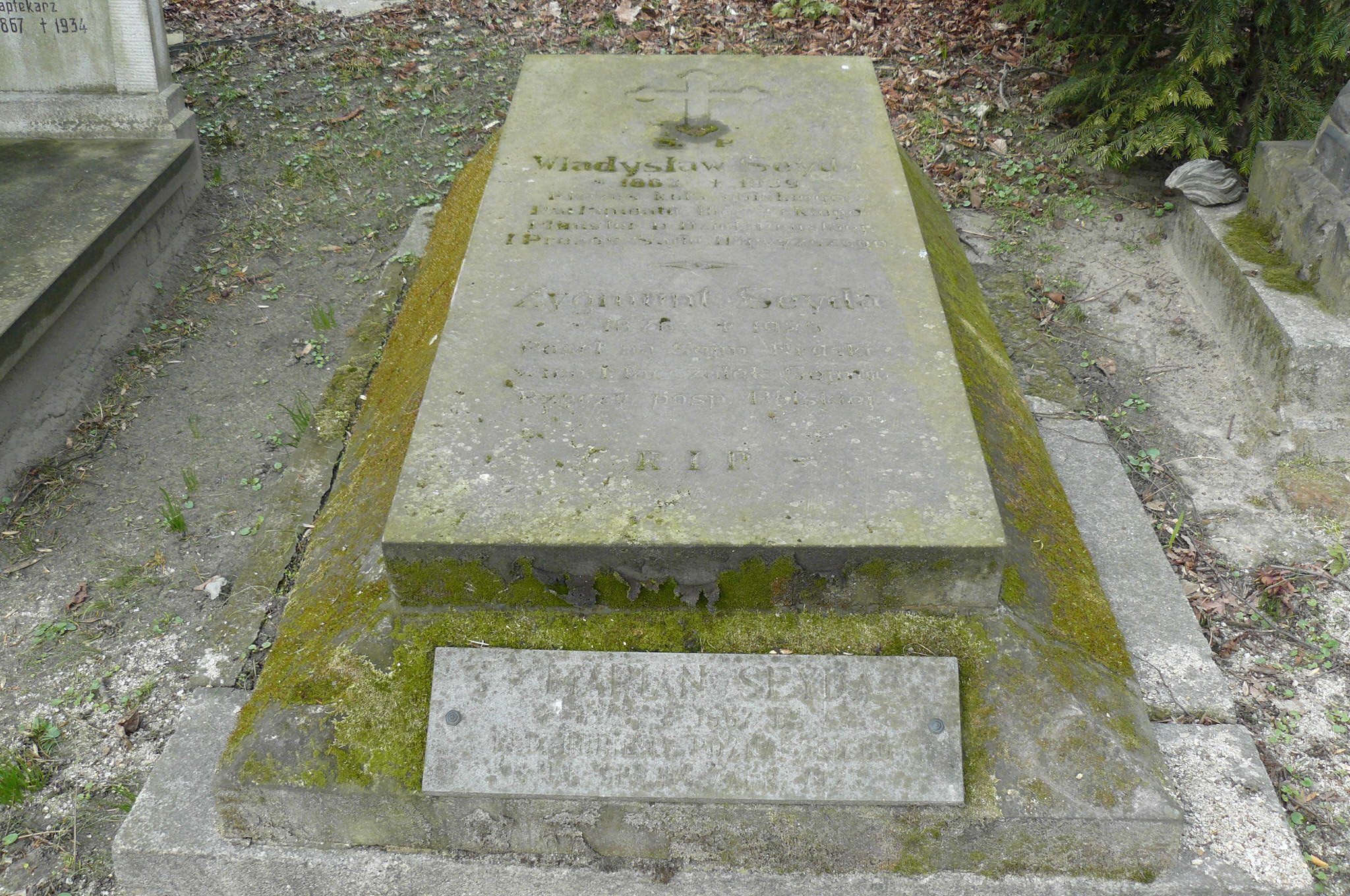
Cmentarz Zasłużonych Wielkopolan – grób

Władysław Seyda (ur. 22 kwietnia 1863 w Łobżenicy, zm. 24 lutego 1939 w Poznaniu) – polski prawnik, polityk endecki, doktor prawa, adwokat i sędzia.

## Życiorys
Ukończył gimnazjum w Wałczu, a następnie studiował prawo i ekonomię na Uniwersytecie Wrocławskim. W 1883 uzyskał tytuł naukowy doktora. Ukończył aplikację adwokacką i od 1889 prowadził kancelarię adwokacką, początkowo w Krotoszynie a od 1891 w Poznaniu. Działał w ruchu narodowym, był członkiem Ligi Narodowej.
Reprezentował polską mniejszość narodową w parlamentach niemieckich przed I wojną światową – w latach 1907–1911 był posłem do Landtagu pruskiego, a od 1912 zasiadał w Reichstagu (w okresie 1914–1918 był zastępcą przewodniczącego parlamentarnego Koła Polskiego)
Brał udział w przygotowaniach do powstania wielkopolskiego, będąc emisariuszem Naczelnego Komitetu Narodowego, od listopada 1918 wchodził w skład Naczelnej Rady Ludowej, a w grudniu 1918 został komisarzem Rady. Jako poseł do Sejmu Ustawodawczego do sierpnia 1919 zajmował stanowisko przewodniczącego Komisji Konstytucyjnej. 
W dniach 15 września - 19 września 1912 wraz z przywódcami frakcji polskich w parlamentach państw zaborczych Romanem Dmowskim i Stanisławem Głąbińskim wziął udział w tajnym zjeździe w majątku Pieniaki pod Lwowem, gdzie uchwalono, że w nadchodzącej wojnie Polacy ze wszystkich trzech zaborów poprą stronę przeciwną Niemcom.
Począwszy od 17 sierpnia 1919 do 9 czerwca 1920 stał na czele Ministerstwa byłej Dzielnicy Pruskiej. Od 1922 był prezesem Sądu Najwyższego, a w latach od 1924 do 1929 piastował stanowisko Pierwszego Prezesa Sądu Najwyższego. Zdymisjonowany ze stanowiska, jako niepodatny na naciski ze strony władz sanacyjnych, po wprowadzeniu nowej ustawy regulującej ustrój sądownictwa. 
Po powrocie do Poznania wykonywał zawód adwokata. Był członkiem Poznańskiego Towarzystwa Przyjaciół Nauk i Towarzystwa Miłośników Miasta Poznania.
2 maja 1922 został odznaczony Krzyżem Komandorskim Orderu Odrodzenia Polski.
Został pochowany na cmentarzu Zasłużonych Wielkopolan (kwatera 7, miejsce 74).